# Кемпф, Вильгельм
Вильгельм Кемпф (нем. Wilhelm Kempff, 25 ноября 1895, Йютербог — 23 мая 1991, Позитано) — немецкий пианист и композитор.

## Биография
Родился в окрестностях Берлина в семье директора королевской музыки, органиста церкви Св. Николая. Его дедушка также был органистом, а брат Георг стал директором духовной музыки в Эрлангенском университете. После домашнего обучения в раннем детстве с девяти лет занимался в Берлинской высшей школе музыки у Карла Генриха Барта, изучал также композицию под руководством Роберта Кана.
Систематически концертировал с 1917 года, а свой последний концерт он дал в Париже в 1981 году. Всю жизнь гастролировал в различных частях мира. Так, с 1936 по 1979 годы он 10 раз посетил Японию, за что небольшой японский остров назвали Кэмпу-Сан в его честь.
В 1924—1929 гг. возглавлял Штутгартскую консерваторию. Впоследствии предпочитал преподавать в рамках собственных педагогических структур — в частности, с 1957 г. вёл курсы в итальянском городке Позитано (после смерти Кемпфа их работу продолжил его ученик Герхард Опиц).
Имел пятерых детей. Дочь Диана — писательница.

## Творчество
Вильгельм Кемпф прилежно записывался в течение шестидесяти лет. До сих пор не потеряли своё значение его пластинки, где звучит музыка Бетховена, Шумана, Брамса, Шуберта, Моцарта, Баха, Листа, Шопена. Вильгельм Кемпф впервые осуществил полную запись сонат Франца Шуберта, и тем самым способствовал их популярности. Сонаты Бетховена он последний раз переписал в 1964—1965 годах в связи с внедрением техники стерео. Подобное же произошло и с его записями концертов Бетховена: ради стерео-эффекта он перезаписал их с Фердинандом Ляйтнером.
Камерная музыка представлена в репертуаре Кемпфа совместно с Иегуди Менухиным, Пьером Фурнье, Вольфгангом Шнайдерханом, Паулем Грюммером и др. Для своих коллег Кемпф был образцом чувства ритма.

## Значение
Рассказывают, что когда Кемпф был в Финляндии, композитор Ян Сибелиус попросил его сыграть 29-ю сонату Бетховена «Hammerklavier». Когда же Кемпф закончил, Сибелиус обратился к нему со словами: «Нет, вы играли это не как пианист, Вы играли… как человек».